# 霍蘭德琴 (阿拉巴馬州)
霍蘭德琴（英語：Holland Gin）是一個位於美國阿拉巴馬州萊姆斯通縣的非建制地區。該地的面積和人口皆未知。

## 地理
霍蘭德琴的座標為34°57′48″N 86°53′14″W / 34.96333°N 86.88722°W，而該地的平均海拔高度為274米（即899英尺）。